# فات الأوان (أغنية)
فات الأوان (بالإنجليزية:  It's too late)‏ هي أغنية من ألبوم "تابستري Tapestry عام 1971 للمغنية الأمريكية كارول كينغ Carole King. كتبت توني ستيرن كلمات الأغنية وقامت بالتلحين كارول كينغ. تم إصدارها كأغنية فردية في إبريل 1971، ووصل إلى المركز الأول في قوائم بيلبورد، وحصلت على الجائزة الذهبية من جمعية صناعة التسجيلات الأمريكية RIAA.
تصف الكلمات النهاية الخالية من اللوم لعلاقة حب، ويرى الناقد الموسيقي ديف مارش النسوية الضمنية في الأغنية، لأن المرأة تترك الرجل! وأشار مارش أيضًا إلى نضج الموضوع. كتب الناقد الموسيقي روبرت كريستجاو إنه «إذا كانت هناك أغنية عن الإنفصال أكثر صدقًا من أغنية» فات الأوان «، فإن العالم ليس جاهزًا لها». وصف مارش اللحن بأنه خليط بين موسيقى الجاز الخفيفة و «حرفية إستوديو لوس أنجلوس». أشارت مجلة رولينج ستون إن «غناء كينغ الدافئ والجاد» أظهر حزن الأغنية. وفقًا للمؤلف جيمس بيرون، فإن إحساس الأغنية يعززه عمل داني كورتشمار على الجيتار، وكيرتس آمي على الساكسفون وكينغ على البيانو، كما أشار بيرون إلى العديد من التقنيات اللحنية التي استخدمها كارول كينج للمساعدة في نجاح الأغنية، فهى تقوم ببناء اللحن من عناصر إيقاعية مجمعة يتم تعديلها ودمجها على مدار الأغنية، على عكس العبارات الإيقاعية المتكررة الشائعة في الأغاني الأخرى، ويعتقد بيرون أيضًا أنها جعلت اللحن لا يُنسى من خلال تكرار أعلى نغمة عدة مرات قبل النزول إلى النغمة الأولى الهادئة، وهذا يمثل أعلى وأدنى نغمات في أذن المستمع، مما يساعد على الإحساس أكثر بالموضوع، ويضيف ان هناك عنصر عاطفي مهم في اللحن هو أنه بدلاً من تحديد نغمة الصوت في النهاية، كما تفعل معظم الأغاني، ينتهي «فات الأوان» على ما يترك إحساسًا بعدم الحسم. صرحت توني ستيرن إنها كتبت الكلمات في يوم واحد فقط بعد إنهاء علاقتها مع المغني الأمريكي «جيمس تايلور».

## طاقم تسجيل الأغنية
كارول كينج:  بيانو وغناء
كيرتس ايمي: ساكسفون سوبرانو
داني «كووتش» كورتشمار: جيتار كهربائي وكونجا
تشارلز «تشارلي» لاركي:  جيتار باس
جويل أوبراين: طبول
رالف شوكيت: بيانو كهربائي

## الجوائز
جائزة جرامي لأفضل أغنية في العام  1972.
صنفتها مجلة رولنج ستون في المركز 469 ضمن قائمة أفضل 500 أغنية على مدار الزمن.
صنفتها جمعية صناعة التسجيلات الأمريكية RIAA في المركز 213 في قائمة أفضل 365 أغنية للقرن.

## كلمات الأغنية
مكثت في السرير طول الصباح فقط لتمضية الوقت Stayed in bed all mornin' just to pass the time
هناك شيء خاطئ، لا يمكن إنكاره There's somethin' wrong here, there can be no denyin'
واحد منا تغيير، أو ربما توقفنا فقط عن المحاولة One of us is changin', or maybe we've just stopped tryin'

لقد فات الأوان يا حبيبي الآن، لقد فات الأوان It used to be so easy, livin' here with you
على الرغم من أننا حاولنا فعلاً فعل ذلك You were light and breezy, an' I knew just what to do
مات شيء داخلنا، لا أستطيع أن أخفي Now you look so unhappy, and I feel like a fool
ولا يمكنني تزييفه، اوه، لا، لا And I just can't fake it, oh, no, no

كان العيش معك سهلا للغاية It used to be so easy, livin' here with you
لقد كنت خفيفًا كالنسمة، وأنا كنت أعرف ما علي فعله You were light and breezy, an' I knew just what to do
الآن تبدو غير سعيد للغاية، وأشعر أنني حمقاء Now you look so unhappy, and I feel like a fool

لقد فات الأوان يا حبيبي الآن، لقد فات الأوان And it's too late, baby now, it's too late
على الرغم من أننا حاولنا الإستمرار Though we really did try to make it
مات شيء داخلنا، لا أستطيع أن أخفي Somethin' inside has died, and I can't hide
ولا يمكنني تزييفه، اوه، لا، لا And I just can't fake it, oh, no, no

ستكون هناك أوقات جيدة مرة أخرى لي ولك There'll be good times again for me and you
لكن لا يمكننا البقاء معًا، ألا تشعر بذلك أيضًا؟ But we just can't stay together, don't you feel it, too?
ما زلت سعيدة بما كان لدينا، وكيف أحببتك ذات مرة Still I'm glad for what we had and how I once loved you

## نسخ أخرى للأغنية
1971: جوني هاموند في ألبومه «أنطلق Breakout»
1971: بوبي همفري في ألبومها «الفلوت Flute In»
1972: الاخوة ايسلي في البومهم «أخي أخي أخي Brother, Brother, Brother»، وصول إلى المركز39.
1972: بيلي بول في ألبومه 360 درجة لبيلي بول 360 Degrees of Billy Paul"
1972: الأستايلستكس في ألبومهم الجولة 2 (البوم الستيليستيكس) (Round 2 (The Stylistics album
1972: دينيس لاسال في ألبومها «محاطة بشئ اسمه الحب Trapped By A Thing Called Love»
1972: دينيس كوفاي في البومه «ذاهب لنفسي Goin 'for Myself»
1973: اسحق هايز في ألبومه «تسجيل حي في الصحرا تهاوي Live at the Sahara Tahoe»
1975: دينيس براون في ألبوم «اكواريس داب Aquarius Dub»
1991: دينا كارول مع فرقة كوارتز، في أول أغنية لها تصل إلى المركز 8 في قائمة أفضل الأغاني الفردية في المملكة المتحدة
1991: كالتشار بيت في البومهم «هورليزون Horizon»
1995: إيمي جرانت في «تحية لكارول كينج  Tapestry Revisited: A Tribute to Carole King»
2000: كايل فينسنت في ألبومه «الشارع الانفرادي Solitary Road»
2015: فريق تشاينا كريسس في البوم "Your Songs with the 80's Sound"
2015: كريس كولفر ودارين كريس في فيلم «جليي Glee»

## وصلات خارجية
https://www.songfacts.com/facts/carole-king/its-too-late فات الأوان (أغنية)
https://www.caroleking.com/ فات الأوان (أغنية)
https://www.youtube.com/watch?v=VkKxmnrRVHo فات الأوان (أغنية)
https://www.youtube.com/watch?v=0cDzOJ8jxFw فات الأوان (أغنية)